# Ben Olsen
Benjamin Robert "Ben" Olsen, född den 3 maj 1977 i Harrisburg i Pennsylvania, är en amerikansk professionell fotbollstränare som är huvudtränare för DC United i Major League Soccer (MLS). Olsen var tidigare en framgångsrik fotbollsspelare som bland annat gjorde 37 landskamper för USA.
Olsen ansågs vara en av de största talangerna som USA fått fram åren efter skapandet av MLS 1996, men han hade stora skadebekymmer som nästan förstörde hans karriär ett antal gånger.

## Spelarkarriär
Olsen studerade vid University of Virginia samtidigt som han spelade för deras fotbollslag Virginia Cavaliers mellan 1995 och 1997. Han gjorde 34 mål och 41 assists under åren och blev utsedd till Årets Collegespelare 1997.
Olsen kom till Major League Soccer genom ett projekt för unga fotbollsspelare i USA, Project-40, och blev placerad i DC United den 27 december 1997. Där blev han snabbt bofast på höger mittfält och utsågs 1998 till Årets Nykomling (rookie) i MLS. DC United vann den säsongen Concacaf Champions' Cup, Nordamerikas motsvarighet till Uefa Champions League. Året efter var han med och vann ligamästerskapet MLS Cup med DC United.
Säsongen 2000 drabbades Olsen av en vristskada som höll honom borta från spel större delen av andra halvan av säsongen. I slutet av 2000 lånades han ut till den engelska klubben Nottingham Forest som då spelade i Division One, nivån under Premier League. Där gjorde han succé och blev en favorit bland fansen. Forest blev imponerade men dagarna innan Forest skulle skicka erbjudande till MLS om att köpa honom så skadade han sig allvarligt i sin ena vrist. Forest valde då att dra sig ur affären. Olsen var borta från spel i 18 månader.
Efter att Olsen kom tillbaka i spel sommaren 2002 blev han central mittfältare, en position han behöll till 2007, då han gick ut på kanten igen. 2004 var han med och vann MLS Cup för andra gången, men 2007 blev hans bästa säsong i MLS. Han gjorde bland annat ett hat trick och utsågs efter säsongen till MLS:s Best XI team. Olsens vristproblem fortsatte och han genomgick flera operationer. 2008 spelade han bara en match men 2009 kunde han spela igen, nu som defensiv mittfältare. Detta blev dock hans sista säsong som spelare. Den 20 november 2009 bekräftade Olsen att han lade av med professionell fotboll.

### Internationellt
Olsen representerade USA 37 gånger och gjorde sex mål mellan 1998 och 2007. Bland annat deltog han i olympiska sommarspelen 2000 i Sydney, där USA kom fyra, världsmästerskapet i fotboll 2006 i Tyskland och Copa América 2007 i Venezuela.

## Tränarkarriär
2010 utsågs Olsen till assisterande tränare för DC United. I augusti samma år fick huvudtränaren sparken och Olsen utsågs som tillfällig ersättare. Efter säsongen utsågs han till ordinarie huvudtränare.

## Statistik

### Major League Soccer

#### Grundserien
| Säsong | Klubb     | Liga                | Matcher | Mål | Assists |
| ------ | --------- | ------------------- | ------- | --- | ------- |
| 1998   | DC United | Major League Soccer | 31      | 4   | 8       |
| 1999   | DC United | Major League Soccer | 28      | 5   | 11      |
| 2000   | DC United | Major League Soccer | 13      | 1   | 3       |
| 2001   | DC United | Major League Soccer | 0       | 0   | 0       |
| 2002   | DC United | Major League Soccer | 10      | 0   | 1       |
| 2003   | DC United | Major League Soccer | 26      | 4   | 7       |
| 2004   | DC United | Major League Soccer | 25      | 3   | 4       |
| 2005   | DC United | Major League Soccer | 23      | 2   | 4       |
| 2006   | DC United | Major League Soccer | 20      | 2   | 3       |
| 2007   | DC United | Major League Soccer | 24      | 7   | 7       |
| 2008   | DC United | Major League Soccer | 1       | 0   | 0       |
| 2009   | DC United | Major League Soccer | 20      | 1   | 1       |
| Totalt | Totalt    | Totalt              | 221     | 29  | 49      |

#### Slutspelet
| Säsong | Klubb     | Liga    | Matcher | Mål | Assists |
| ------ | --------- | ------- | ------- | --- | ------- |
| 1998   | DC United | MLS Cup | 6       | 0   | 1       |
| 1999   | DC United | MLS Cup | 6       | 2   | 0       |
| 2003   | DC United | MLS Cup | 0       | 0   | 0       |
| 2004   | DC United | MLS Cup | 4       | 0   | 1       |
| 2005   | DC United | MLS Cup | 1       | 0   | 0       |
| 2006   | DC United | MLS Cup | 3       | 0   | 0       |
| 2007   | DC United | MLS Cup | 2       | 0   | 0       |
| Totalt | Totalt    | Totalt  | 22      | 2   | 2       |

### England
| Säsong  | Klubb             | Liga         | Matcher | Mål |
| ------- | ----------------- | ------------ | ------- | --- |
| 2000/01 | Nottingham Forest | Division One | 18      | 2   |
| Totalt  | Totalt            | Totalt       | 18      | 2   |